# Michal Prokop (cyklista)
Michal Prokop (* 1. dubna 1981 Praha) je český sportovec-cyklista, reprezentant v BMX a MTB jezdící za klub Author Team. Jedná se o trojnásobného mistra světa z let 2003, 2006 a 2011, dvojnásobného mistra Evropy a dvojnásobného vítěze Světového poháru z let 2004 a 2006 ve fourcrossu (sjezdová disciplína MTB). V roce 2006 zvítězil v anketě Král cyklistiky. Po zařazení BMX do programu Olympijských her 2008 v Pekingu byl pokládán za adepta na medaili, ovšem nepostoupil ze čtvrtfinále.

## Největší úspěchy

### BMX
- 2008 – účast na Olympijských hrách v Pekingu
- 2006 – 2. místo v celkovém pořadí Světového poháru UCI BMX Supercross
- 2007 – 2. místo na UCI BMX Supercross #4
- 2005 – 1. místo Indoor de Tours
- 2004 – 3. místo na UCI BMX Supercross #1
- 2004 – 1. místo UCI World BMX Ranking
- 2004 – mistr Evropy v kategorii Elite Cruiser
- 2004 – 1. místo Indoor de Tours
- 2003 – 3. místo na UCI BMX Supercross
- 2003 – vicemistr světa Cruiser Elite
- 2002 – 3. místo na mistrovství světa Cruiser Elite
- 3x 3. místo na mistrovství světa (1990, 1997, 1998)
- 8x Mistr Evropy (1993, 1994, 1995, 2x 1997, 2x 1998, 1999)
- Vítěz Světového poháru 1996, Kanada
- 2. místo ve Světovém poháru 1998, Austrálie
- 3. místo ve Světovém poháru 1999
- 8x Mistr České republiky BMX

### Ankety a ceny
- Král české cyklistiky (2006)
- Nominace na Krále české cyklistiky (2003 a 2004)
- Vítěz ankety Král české cyklistiky, kategorie BMX (1995, 1997, 1998, 1999)
- Vítěz Top Ten Pelotonu, kategorie MTB Sjezdové disciplíny (2004–2007)
- Nominace na The Nea Awards, kategorie BMX Best Newcomer (2001)
- Vítěz ankety Bikrosař století časopisu Český bikros, kategorie „Podle čtenářů“
- Vítěz ankety Bikrosař století časopisu Český bikros, kategorie „Podle redakce“